# Sicilienne

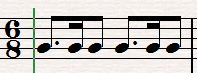
Kenmerkend ritme van de sicilienne

Een sicilienne (ook wel siciliano of siciliana) is een muziekvorm, genoemd naar een vermeende dans. De naam is ontleend aan Sicilië, maar waarschijnlijk komt de vorm uit de omgeving van Napels.
Het ritme van een sicilienne werd al aangetroffen in Italiaanse madrigalen uit rond 1500, later (vanaf de barok) werd de sicilienne ook gebruikt als ingevoegd onderdeel in een suite of als losstaande compositie. In de 17e en 18e eeuw nestelt de sicilienne zich in zowel het instrumentale als vocale repertoire. De gezongen (vocale) varianten (vooral in de opera) van de sicilienne zijn doorgaans langzamer dan de instrumentale.
De sicilienne wordt net als de forlane en gigue gerekend tot de danses gayes (de vrolijke dansen), hoewel het tempo laag is en de toonsoort in mineur.
Veel componisten, waaronder Johann Sebastian Bach en Gabriel Fauré, hebben op deze vorm en onder de naam sicilienne composities vervaardigd.

## Kenmerken
- De sicilienne heeft een opvallend ritme en is meestal in een 6/8 (ook wel in 12/8) maat genoteerd.
- Daarbij wordt het ritme bepaald door een gepunteerde achtste noot, gevolgd door een zestiende, gevolgd door een normale achtste (hopfiguren).
- De toonsoort van een sicilienne is meestal mineur.

## Geschiedenis
Musicoloog Raymond Monelle signaleert pogingen van andere musicologen om een authentieke traditie daadwerkelijk in Sicilië te traceren, maar vermoedt eerder dat de oorsprong van deze muziekvorm ligt in de madrigaalmuziek met een ternaire maatsoort en een gepunteerd ritme. Volgens Th. Willemze is de sicilienne waarschijnlijk nooit een dans geweest, want het komt in dansleerboeken niet voor.

### Barok

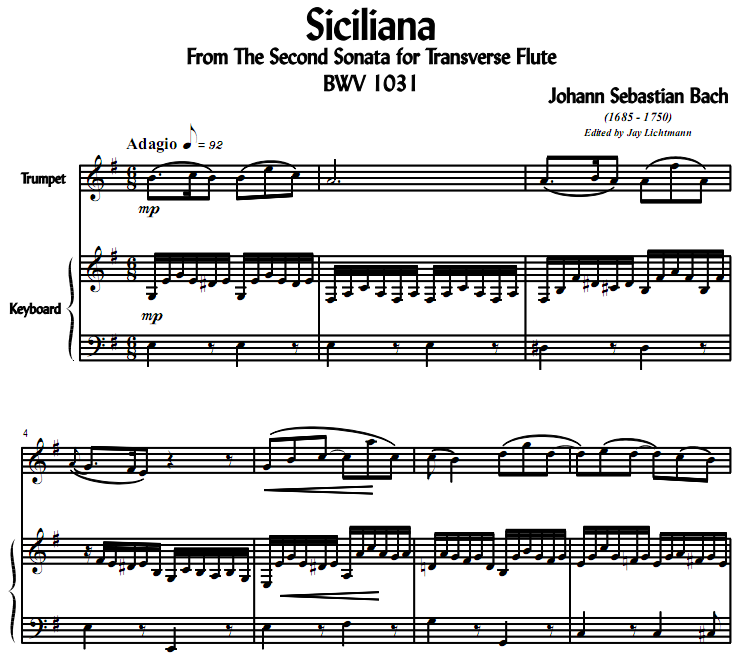
De eerste maten van de BWV 1031 van Bach

De sicilienne werd een veel toegepaste vorm met een pastorale context in de opera's van Alessandro Scarlatti, hoewel slechts twee van zijn langzame aria's in 12/8 maat de titel "aria siciliana" in de partituur vermelden. Monelle merkt op dat de teksten bij Scarlatti's siciliana aria's doorgaans klagend en melancholisch van karakter zijn. Vanaf 1703 komt de term 'siciliana' voor in muzieklexicons. Ook van Johann Sebastian Bach zijn diverse siciliano's bekend, zoals de Siciliano uit de 2e fluitsonate (BWV 1031), de aria Erbarme dich, mein Gott uit de Mattheuspassie, en de erg daarop lijkende sonate nr. IV (BWV 1017, Deel 1). Ook zijn klavecimbelconcert BWV 1053 bevat een siciliano als langzaam middendeel. De Italiaanse componist Antonio Vivaldi schreef diverse siciliano's, zoals de aria 'Domine Deus', of de siciliano uit de sonate voor cello en basso continuo in e mineur op. 14 nr. 5 (RV40).

### Classicisme
Af en toe komt men werken tegen met het ritme van de siciliana in de klassieke periode. Joseph Haydn, wellicht geïnspireerd door de associaties met het herderlijke element van de sicilienne, schreef een siciliana aria voor sopraan in zijn oratorium Die Schöpfung, "Nun beut die Flur das frische Grün", om de schepping van de planten weer te geven. Voor Mozart was (het ritme van) de sicilienne vaak een ultieme uitbeelding van verdriet en bij sommige van Mozarts krachtigste muzikale uitingen op dit vlak betreft het zeer tragisch getoonzette siciliennes: de aria voor sopraan "Ach, ich fühl's, es ist verschwunden" uit Die Zauberflöte, het langzame middendeel in fis klein van het pianoconcert nr. 23 KV 488 in A, het Adagio in f-mineur uit de pianosonate KV 280, en de finale van het strijkkwartet in d-klein KV 421.
Het middendeel van Domenico Cimarosa's hoboconcert is een sicilienne. Andere voorbeelden ziet men in het slotdeel van Carl Maria von Weber's vioolsonate nr. 5 en het tweede deel van Anton Reicha's klarinetkwintet in F groot op. 107. De beroemde Sicilienne van Maria Theresia von Paradis is geïnspireerd of mogelijk geplagieerd op basis van Von Webers uitvoering.
De gitaarvirtuoos Mauro Giuliani (1781-1829) gebruikte de siciliennevorm zeer vaak. Een voorbeeld is te vinden in het tweede deel van zijn Gitaarconcert nr. 1 in A-majeur op. 30.

### Romantiek
In de romantiek schreef Brahms een sicilienne als 19e variatie in zijn Variaties en Fuga over een thema van Händel (opus 24) voor piano solo.
Hélènes aria, "Merci, jeunes amies" uit Verdis opera "Les vêpres siciliennes" is een ander treffend voorbeeld van een sicilienne, toegesneden op de plek in de opera, hoewel het deel als bolero bekend werd. Bernhard Crusell gebruikte de "siciliano" als langzaam deel in een van zijn clarinetduetten uit 1820/21.

### 20e eeuw
Voorbeelden van siciliennes in de 20e-eeuwse muziek omvatten Igor Stravinskys "Serenata" uit "Pulcinella", Ottorino Respighis Siciliana uit "Ancient Airs and Dances", Suite nr. 3, en Malcolm Arnolds Siciliano in de "Little Suite" nr. 1 voor koperblazers. De Suite uit "Pelléas et Mélisande" van Gabriel Fauré bevat ook een bekende siciliana.
Sergej Rachmaninov gebruikte de stijl en het ritme van de sicilienne in twee van zijn Preludes op. 32 voor piano (op. 32, nr. 2 en op. 32 nr. 11).